# Rocinela garricki
Rocinela garricki is een pissebed uit de familie Aegidae. De wetenschappelijke naam van de soort is voor het eerst geldig gepubliceerd in 1957 door Hurley.